# Kościół Jezusa Chrystusa w Radomiu
Kościół Jezusa Chrystusa w Radomiu Petra – zbór Kościoła Bożego działający w Radomiu, będący społecznością protestancką o charakterze zielonoświątkowym. Nabożeństwa odbywają się w każdą niedzielę o godz. 10:30 przy ulicy Biznesowej 9..